# 星為太郎
星 為太郎（ほし ためたろう、1895年（明治28年）8月28日 - 没年不明）は、大正から昭和時代前期の台湾総督府官僚、陸軍司政官。

## 経歴・人物
宮城県伊具郡に生まれる。1920年（大正9年）9月、台中州郡属を皮切りに、新竹州地方課勤務、台湾総督府内務局地方課勤務、台北州内務部地方課勤務を経て、1940年（昭和15年）6月、地方理事官に進み、新竹州大湖郡守に就任した。
1942年（昭和17年）8月、陸軍司政官に選任された。